# Wasey Sterry
Sir Wasey Sterry (26 de juliol de 1866 a Stockland, Devon - Londres 9 d'agost de 1955) fou un jurista i governador colonial britànic.
Era fill del reverend Francis Sterry, un notable genealogista, i d'Augusta Emily Middleton. Es va educar a l'Eton College, Oxford (1878-1885). Després va anar al Merton College a la Universitat d'Oxford (1885-89), on es va graduar el 1889. Va exercir d'advocat a la firma Lincoln's Inn in 1892 i va mantenir la vinculació amb la professió tota la vida.
El 1901 va entrar al Servei Colonial i fou assignat al Sudan com a judge. El 1907 Wasey va rebre l'orde de tercera classe de la Medjidie del khediv. El 1915 fou nomenat cap de Justícia del Sudan i el 1917 secretari del govern colonial, càrrec que va mantenir fins al 1926. El 1919 es va casar amb Renee Marie Lydie Bonfils al Caire, de la que no va tenir fills. El 1921 es va produir la primera manifestació política al Sudan quan Ali Abd al-Latif va fundar la Societat de les Tribus Unides (United Tribes Society) i fou arrestat per agitació nacionalista. Va exercir interinament el govern del Sudan el 1923 i 1924-1925. El 1924 Abd al-Latif va formar la Lliga de la Bandera Blanca (White Flag League) anticolonialista i les manifestacions a Khartum el juny i l'agost foren reprimides. El 19 de novembre de 1924 fou assassinat el governador general Sir Lee Stack quan Sterry exercia el govern interí, i va seguir en aquesta posició. Va forçar la sortida de les tropes egípcies del Sudan, i va reprimir el motí del batalló de forces sudaneses que els donava suport. Va ser substituït el 5 de gener de 1925 per sir Geoffrey Francis Archer, antic governador britànic a Uganda. El 1925 fou nomenat cavaller (Sir) pel rei d'Anglaterra. El 1927 va abandonar Khartum i es va establir al Caire i del 1928 al 1938 fou jutge de la suprema cort d'Egipte. El 1938 es va retirar a Anglaterra.
En el seu retirament va continuar les tasques de genealogia del seu pare. Va publicar també "The Eton College Register, 1441-1698" (1943). Va morir el 9 d'agost de 1955 a Windsor a prop de Londres.